# 夜櫻作戰
夜櫻作戰（日语：／ Yozakura Sakusen） 是由日軍731部隊首腦石井四郎於1945年策劃，主要針對美國南加州市民的細菌戰攻擊，使用的是由731部隊製造的病原體。
計劃時距離二戰結束還有4個月，而此計劃最終亦因日本投降而從未實施。

## 背景
731部隊是大日本帝國軍專門從事生物戰與細菌戰研究與人體實驗的部隊，實驗對象包括婦女、兒童和嬰幼兒，不論他們是戰俘還是戰爭受害者，總部位於被滿州國佔領的哈爾濱。在中國抗日戰爭與之後的二戰中，日軍經常將可引發鼠疫、霍亂、天花諸如此類的細菌或病毒放在炸彈上以攻擊中國戰鬥員和非戰鬥員，根據2002年發表的《國際細菌戰犯罪專題討論》（International Symposium on the Crimes of Bacteriological Warfare），可能有至少58萬人死於大日本帝國陸軍的細菌戰和人體實驗。另外亦有來源指死於日軍生物戰的中國人只有幾萬至40萬。
在珍珠港事件後的戰爭的最初幾個月，日本曾計劃用細菌武器對付美軍。在1942年3月的巴丹半島戰役，日軍曾考慮在十個不同的地方釋放大約重200磅、約1.5億隻攜帶鼠疫桿菌的跳蚤，但美軍在該戰役投降後日軍便取消此計劃。之後1944年7月的塞班島戰役，日軍曾想過重施此計，但攜帶跳蚤的潛艇被美軍的劍魚號潛艇（SS-193）於父島擊沈。而在硫磺島戰役期間日軍亦有嘗試使用生物武器，飛行員松本彰一後來憶道他計劃和另一飛行員駕駛攜帶病原體的滑翔機在戰鬥中釋放這些病原體，並理應從日本本土飛往哈爾濱平房區的機場作攻擊準備，但計劃從未實行。

## 策劃
在二戰的最後的幾個月，石井正準備對美國發動遠距離攻擊，並把此行動命名為「夜櫻」。此計劃於1945年3月26日定案，由5艘新型伊四百型潛艦橫越太平洋攻擊南加州，每一艘潛艇有3架裝載鼠疫跳蚤的晴嵐攻擊機。潛艇會在聖地牙哥附近浮出水面，之後讓飛機或使用帶鼠疫病原體的氣球炸彈襲擊目標地點。但無論用哪種方式，該地區的人民也一定會感染鼠疫，死傷者可達數以萬計，對飛行員和潛艇內的人員來說也非常危險，甚至還可以說這任務是一場神風式作戰。石井麾下的飛行員小幡石雄於1998年回憶道：
|  | 我是直接從石井口中得知這名叫「夜櫻作戰」的神風式任務的。我是17歲班的隊長，而據我了解，任務的內容是散播有鼠疫的跳蚤到敵人的基地，使他們染病。 |

行動安排於1945年9月22日進行，但石井沒料到日本帝國海軍只希望集中防守本州（當時日本在太平洋戰爭中已陷入劣勢），不希望派軍艦執行其他任務，而且他們亦不想冒險使用只有3艘建成的新型伊四百型潛艦。1945年8月15日，日本投降，令這計劃再無進行的意義。